# Knut Sjöstrand

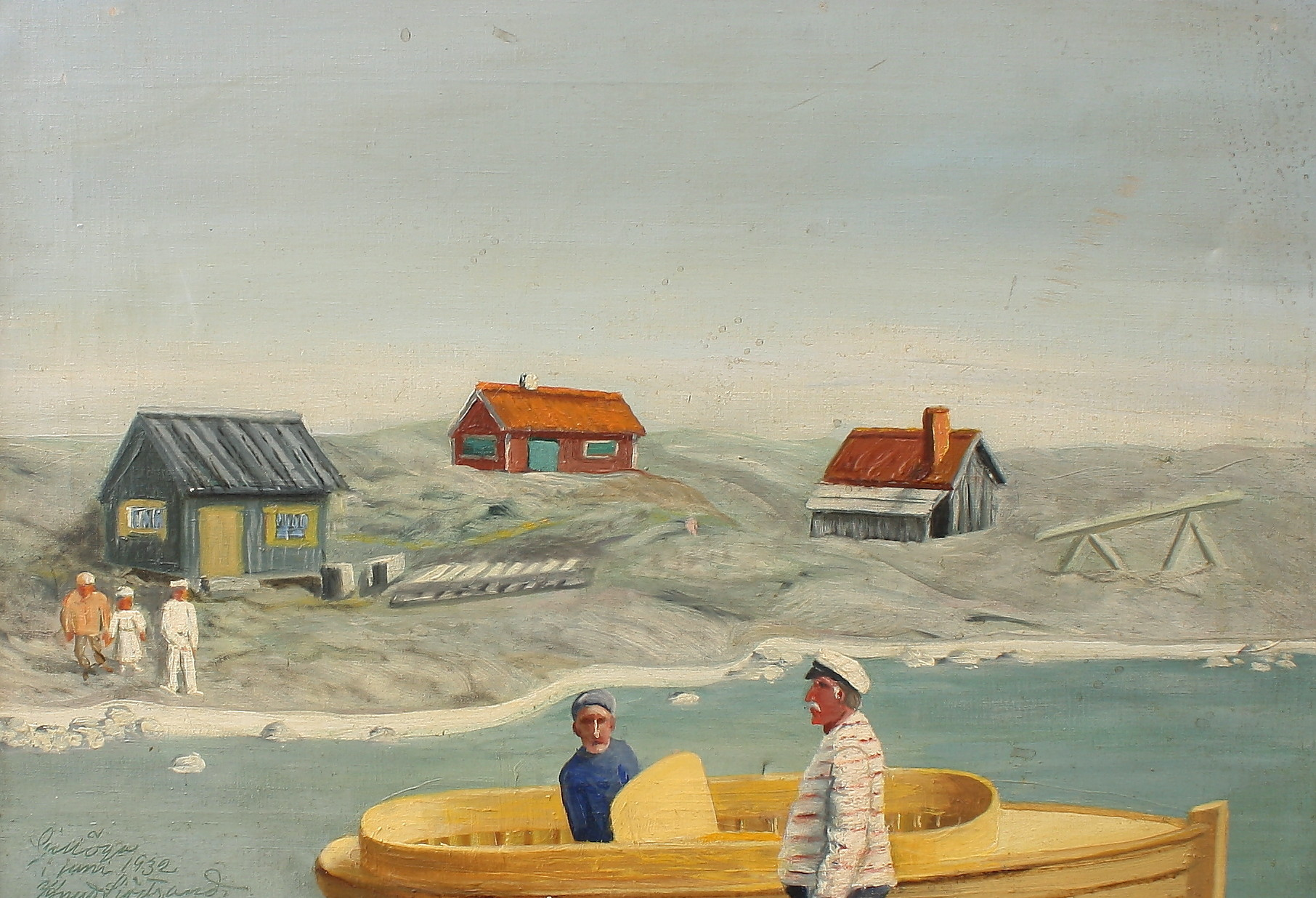
Skärgårdsmotiv, 1932.

Knut Sjöstrand, född 21 juli 1861 i Skivarps socken, Malmöhus län, död 16 augusti 1942 i Stockholm, var en svensk målarmästare, byggmästare och målare.

## Biografi

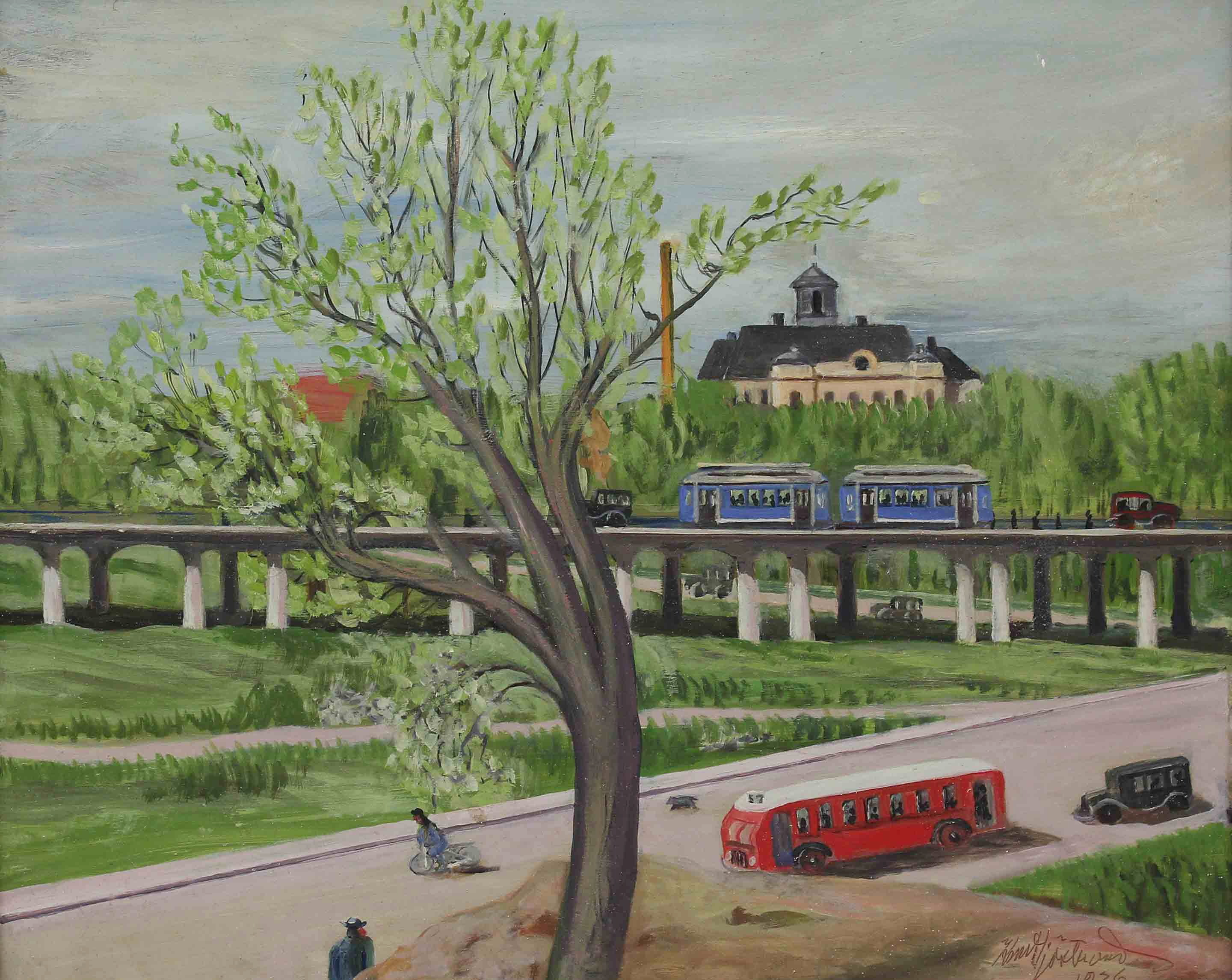
Stockholmsmotiv, 1936.

Sjöstrand var gift med Hulda Person och far till Ingegerd Torhamn. Efter hantverksutbildning och några års praktik i måleriyrket i bland annat Köpenhamn flyttade han till Stockholm 1882 där han tillsammans med en kompanjon drev en målerifirma. Efter något år blev han ensam ägare till firman och han utökade verksamheten genom att även etablera sig som byggmästare. Han var konstintresserad och under sin tid i Köpenhamn en flitig besökare på museer och konstutställningar. Under sin första tid i Stockholm passade han på att delta i Tekniska skolans undervisning.
På grund av gikt blev han delvis arbetsoförmögen och på uppmuntran från svärsonen Gunnar Torhamn och andra konstnärsvänner övergick han mer och mer till sitt konstnärskap. Han debuterade med en utställning 1936. Hans konst består av landskapsmotiv från Stockholms skärgård och en originell produktion av naiva målningar med motiven hämtade från den antika gudavärlden.